# Vjosa Osmani
Vjosa Osmani-Sadriu (ur. 17 maja 1982 w Mitrowicy) – kosowska prawniczka, wykładowczyni akademicka oraz polityczka należąca do Demokratycznej Ligi Kosowa. Parlamentarzystka od 2010 roku, przewodnicząca Zgromadzenia Kosowa od 3 lutego 2020 roku do 22 marca 2021. Była kandydatką Demokratycznej Ligi Kosowa na premiera w przyspieszonych wyborach parlamentarnych w 2019 roku. W latach 2020–2021 pełniąca obowiązki prezydenta Kosowa, od 2021 prezydent Kosowa.

## Życiorys
Urodziła się w 1982 roku w Mitrowicy i tam ukończyła szkołę podstawową i średnią. W 2004 uzyskała licencjat na wydziale prawa Uniwersytetu w Prisztinie oraz magisterium (tytuł LLM, 2005) i doktorat prawa (tytuł S.J.D., 2015) wydziału prawa Uniwersytetu Pittsburskiego (Pitt Law). W 2006 została wykładowczynią akademicką na Uniwersytecie w Prisztinie, a w 2010 w RIT (Rochester Institute of Technology) Kosovo (dawniej: American College of Kosovo). Jako visiting professor wykładała także na Uniwersytecie Pittsburskim.
Jako nastolatka została aktywistką Demokratycznej Ligi Kosowa. Przed karierą parlamentarną pełniła rolę doradcy prawnego oraz doradcy ds. polityki zagranicznej prezydenta Kosowa Fatmira Sejdiu. 27 sierpnia 2009 roku została szefową jego sztabu; w tym czasie m.in. pełniła funkcję przedstawicielki prezydenta w komisji konstytucyjnej przygotowującej konstytucję Kosowa.
Jest żoną Prindona Sadriu, urzędnika wysokiego szczebla.

## Kariera parlamentarna
Po raz pierwszy do Zgromadzenia Kosowa dostała się w 2010 roku i od tego czasu zasiada w kosowskim parlamencie. W przyspieszonych wyborach w 2010 roku, startując z listy Demokratycznej Ligi Kosowa z dwunastego miejsca, osiągnęła trzynasty rezultat wśród kandydatów partii (dostała 9778 głosów). W kolejnych przedterminowych wyborach parlamentarnych w 2014 roku kandydowała z list Ligi z numerem 3. i była drugim pod względem popularności kandydatem partii, zdobywając prawie 40 tys. głosów.
W przyspieszonych wyborach 2017 roku otrzymała ponad 64 tys. głosów, najwięcej spośród kandydujących kobiet. W następnych przedterminowych wyborach z 6 października 2019 roku była kandydatką Ligi na premiera kraju i pierwszą kobietą ubiegającą się o to stanowisko w historii Kosowa. Otwierając listę, ponownie uzyskała mandat posłanki, zdobywając najwięcej głosów wśród kandydatów własnej partii (176 tys.) i osiągając drugi indywidualny wynik w kraju.
Cztery miesiące po wyborach, na mocy umowy koalicyjnej między Ligą a lewicowo-nacjonalistyczną partią Samookreślenie formującą nowy wspólny rząd premiera Albina Kurtiego, otrzymała stanowisko przewodniczącej Zgromadzenia Kosowa. Podczas nadzwyczajnej sesji parlamentu 3 lutego 2020 roku, w dniu zatwierdzenia nowego rządu, została wybrana nową przewodniczącą Zgromadzenia w miejsce ustępującego Glauka Konjufcy; uzyskała 65 głosów z 120, przy braku głosów wstrzymujących się i sprzeciwu – opozycja nie stawiła się na głosowaniu.
W głosowaniu z 25 marca 2020 roku, w którym z inicjatywy koalicjanta – Ligi – parlament 82 głosami udzielił nowemu rządowi Kurtiego wotum nieufności, Osmani głosowała za zachowaniem rządu. 3 czerwca 2020 roku odmówiła przewodniczenia sesji parlamentu, na której zaprzysiężono nowy rząd Avdullaha Hotiego, członka jej własnej partii wspieranego przez jej lidera Isę Mustafę.
22 marca 2021 przestała pełnić funkcję pełniącego obowiązki prezydenta Kosowa, w czym zastąpił ją Glauk Konjufca (wybrany na przewodniczącego parlamentu).
5 kwietnia 2021 została wybrana przez parlament na prezydenta Kosowa.